# 이함준
이함준(李咸寯, 1953년 ~ , 개명전 이순천)은 대한민국의 전 외무공무원(1978-2010년간)이었으며, 2013년부터 사단법인 라메르에릴 이사장이다.

## 학력
- ~ 1972년-1980년 : 고려대학교 법학과 법학학사
- ~ 1979년-1980년 : 영국런던대학교 수학
- ~ 1984년-1986년 : 고려대학교대학원 법학석사
- ~ 1992년-1996년 : 고려대학교대학원 법학박사

## 경력
가. 외교부 경력
- 1977년 9월 : 제11회 외무고시 합격
- 1981년 3월 - 1984년 3월 : 주토론토총영사관 영사
- 1986년 2월 - 1988년 8월 : 주인도네시아대사관 1등서기관
- 1989년 9월 - 1992년 2월 : 주핀란드대사관 참사관
- 1992년 8월 - 1994년 8월 : 외무부 국제기구과장, 국제연합경제과장
- 1994년 9월 - 1997년 8월 : 주영국대사관 참사관
- 1998년 9월 - 1999년 7월 : 외무부 군축담당심의관
- 1999년 8월 - 2000년 8월 : 외무부 조약국심의관
- 2001년 3월 - 2003년 2월 : 주필리핀대사관 공사 겸 총영사
- 2004년 4월 - 2006년 12월 : 주탄자니아대사관 대사(주르완다, 부룬디, 콩고민주공화국 겸임대사)
- 2008년 4월 - 2010년 8월 : 외교안보연구원장(현 국립외교원, 차관급)

나. 기타 경력
- 1997년 - 1998년 : 영국 국제전략문제연구소(IISS) 연구원
- 2006년 - 2007년 : 미국 컬럼비아대학 법과대학원 방문교수
- 2011년 - 2012년 : 고려대 법과대학 겸임교수
- 2011년 - 2014년 : 국립외교원 명예교수
- 2012년 - 2015년 : 고려대 공공행정학부 객원교수
- 2013년 1월~ : 한국협상학회 특별고문
- 2013년 4월~ : 국제해양법학회 고문
- 2013년 7월~ : 사단법인 라메르에릴(바다와 섬) 이사장[1].

## 상훈
- 1990년 12월 : 외무부장관 표창
- 2006년 12월 : 대통령 표창
- 2010년 12월 : 황조근정훈장
- 2019년 12월 : 대한민국 한류대상(순수문화대상)
- 2020년 1월 : 서울문화투데이 문화대상(글로벌 부문)

## 저서 및 논문
- 《글로벌 코리아, 글로벌 외교》(열린책들, 2010)
- 《조약의 국가승계》(열린책들,2012)
- 《독도오감도》(앙상블라메르에릴, 2016)
- 《독도미학》(라메르에릴, 2018)
- 《한국의 바다와 섬》(라메르에릴, 2019)

기타 국제법, 국제관계, 외교 등에 관한 논문 다수